# Новиков, Вячеслав Дмитриевич
Вячесла́в Дми́триевич Но́виков (1 мая 1930, село Юрасово Глушковского района Курской области России — 2011) — советский российский тренер; родоначальник кубанской школы греко-римской борьбы.
Подготовил 19 мастеров спорта СССР и 1 мастера спорта международного класса, в том числе Измаила Екутеча, Бедроса Минасяна, Ивана Аксёнова и Николая Маркина.

## Биография
- В 1952 году закончил Высшую школу тренеров Ленинградского института физкультуры им. Лесгафта.
- В 1952—1972 годах — старший тренер школы высшего спортивного мастерства.
- В 1965 году закончил Краснодарский государственный педагогический институт, факультет физвоспитания.
- В 1969—1987 годах —председатель Краснодарского краевого совета ДСО «Спартак».
- В 1987—1991 годах — председатель краевого совета ВДФСО профсоюзов.
- С 1991 года — председатель краевого физкультурно-оздоровительного клуба «Спартак».

## Награды
- медаль «За трудовую деятельность» (1981),
- медаль «За вклад в развитие Кубани» III степени (1998),
- золотая медаль «За выдающийся вклад в развитие Кубани» I степени (2000),
- медаль ордена «За заслуги перед Отечеством» II степени (1995),
- орден Почёта (2000),
- орден Дружбы народов,
- почётный знак Олимпийского комитета России.

## Память
В посёлке Супсех Анапского района проходили Всероссийские соревнования по спортивной борьбе (греко-римской), посвящённые памяти Заслуженного тренера РСФСР Новикова Вячеслава Дмитриевича.